# Abralia andamanica
Abralia andamanica es una especie de cefalópodo perteneciente a la familia Enoploteuthidae. Se trata de una especie nativa de los océanos Índico y Pacífico que se puede encontrar en Australia, Indonesia, Japón y Hawái. Se la considera como una especie carnívora y su alimento consiste principalmente en peces, cangrejos, langostas y mariscos que capturan gracias a sus tentáculos con ventosas.
La especie fue descrita científicamente en el año 1898 por Goodrich.